# Α-ケト酪酸
α-ケト酪酸（α-ケトらくさん、α-Ketobutyric acid）または、2-オキソ酪酸（2-oxobutyric acid）は、シスタチオニンγ-リアーゼ（EC 4.4.1.1）によってシスタチオニンから合成されるアミノ酸代謝の代謝中間体である。また、トレオニンの分解生成物でもある。
2-オキソ酪酸シンターゼ（EC 1.2.7.2）によってプロピオニルCoAに変換されクエン酸回路に参加する。